# Ulrike Lodwig

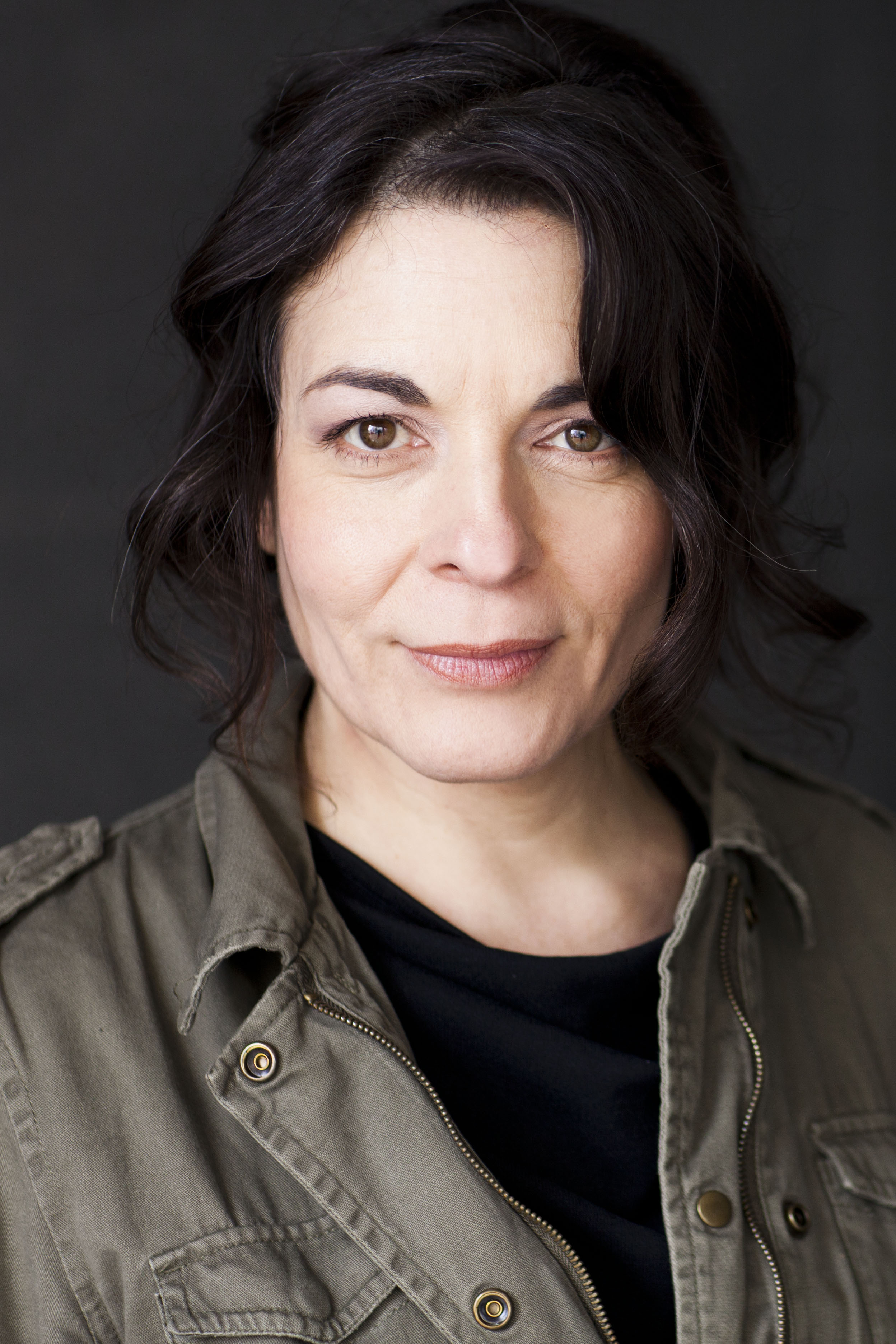
Ulrike Lodwig, 2012

Ulrike Lodwig (* 29. Juni 1962 in Bochum) ist eine deutsche Schauspielerin.

## Leben
Ulrike Lodwig studierte an der Schauspielschule der Keller in Köln. Nach ihrer Abschlussprüfung 1988 war sie unter anderem im Schauspielhaus Düsseldorf, Theater Regensburg, Stadttheater Würzburg und an mehreren Berliner Bühnen tätig. Lodwig hat insgesamt dreimal den Bayerischen Theaterpreis erhalten, unter anderem 2005 für die Einzeldarstellung des Chores in der Orestie im Theater Regensburg.
Ulrike Lodwig lebt und arbeitet freiberuflich als Schauspielerin und Synchronsprecherin in Berlin.

## Auszeichnungen
- 2005, Bayerischer Theaterpreis (Orestie, Rolle: Chor)
- 1999, Bayerischer Theaterpreis (Freitag, Rolle: Jeanne)
- 1998, Bayerischer Theaterpreis (Top Dogs, Rolle: Susanne Wrage)

## Theater (Auswahl)
| Rolle       | Stück                           | Autor                | Regisseur          |
| ----------- | ------------------------------- | -------------------- | ------------------ |
| Merteuil    | Quartett                        | Heiner Müller        | Andreas Wiedermann |
| Mascha      | Die Möwe                        | Anton Tschechow      | Tebbe Harms Kleen  |
| Lämmchen    | Kleiner Mann, was nun?          | Hans Fallada         | Meinhard Zanger    |
| Marjorie    | Extremities                     | William Mastrosimone | Hans-Werner Wenzke |
| Erna        | Kasimir und Karoline            | Ödön von Horváth     | Hermann Molzer     |
| Kassandra   | Orestie                         | Aischylos            | Tebbe Harms Kleen  |
| Valerie     | Geschichten aus dem Wiener Wald | Ödön von Horváth     | Georg Scharegg     |
| Sonja       | Onkel Wanja                     | Anton Tschechow      | Tebbe Harms Kleen  |
| Anita, Mona | Daybreak                        | Björn Runge          | Helmut Palitsch    |
| Sonny       | Gärten des Grauens              | Daniel Call          | Dana Csapo         |

## Film (Auswahl)
| Jahr | Filmtitel            | Regisseur         |
| ---- | -------------------- | ----------------- |
| 2011 | Der zweite Schlaf    | Bastian Gascho    |
| 2008 | Upstairs (engl.)     | Robert Pejo       |
| 2007 | Basim                | George Inci       |
|      | Eiskalt              | Barbara Müller    |
|      | Able                 | Marc Robert       |
| 2003 | Fleisch              | Ciro Cappellari   |
| 2002 | Anime veloci (ital.) | Pasquale Marrazzo |

## Fernsehen (Auswahl)
| Jahr | Filmtitel                        | Regisseur               |
| ---- | -------------------------------- | ----------------------- |
| 2012 | Flucht nach vorn                 | Florian Dietrich        |
| 2009 | Unser Charly                     | Monika Zinnenberg       |
| 2007 | R. I. S. – Die Sprache der Toten | Sebastian Vigg          |
|      | R.I.S. – Die Sprache der Toten   | Miguel Alexandre        |
| 2001 | Vorspiel mit Nachspiel           | Uwe Janson              |
| 1991 | Gerichtstag                      | Dr. Eberhard Itzenplitz |
| 1990 | Alles im Griff                   | Joachim Röhring         |

## Sprecherin
- Synchron, Magnum, Studio Hamburg
- Hörspiele, Westdeutscher Rundfunk und Deutsche Welle